# La Libertad, Huaquechula
La Libertad är en ort i Mexiko.   Den ligger i kommunen Huaquechula och delstaten Puebla, i den sydöstra delen av landet, 100 km sydost om huvudstaden Mexico City. La Libertad ligger 1 729 meter över havet och antalet invånare är 337.
Terrängen runt La Libertad är kuperad åt nordost, men åt sydväst är den platt. Runt La Libertad är det ganska tätbefolkat, med 222 invånare per kvadratkilometer. Närmaste större samhälle är Atlixco, 6,3 km norr om La Libertad. Omgivningarna runt La Libertad är en mosaik av jordbruksmark och naturlig växtlighet.